# الدوري المغربي لكرة القدم 1980–81
الدوري المغربي لكرة القدم 1980-1981 هو الموسم 25 من البطولة الوطنية المغربية لكرة القدم . يتنافس خلاله 20 من أفضل الأندية الوطنية المغربية.توج بهذا الموسم فريق النادي القنيطري .